# Харківське шосе (Харків)
Харківське шосе — шосе на краю міста Харкова. Біля шосе пролягає велодоріжка П'ятихатки — Сокільники.

## Історія
Раніше шосе мало назву Білгородське шосе, але 11 травня 2022 року отримало сучасну назву.

## Велодоріжка
Поряд знаходиться велика велодоріжка. Уздовж велодоріжки є багато лавочок, але вони стоять рідко.
Поруч знаходиться пам'ятник велосипедисту й арка з днем заснування Харкова (1654). Велодоріжкою можна доїхати до меморіального комплексу слави і до Центрального парку.